# جوزيبي غابرييلي
جوزيبي غابرييلي (بالإيطالية: Giuseppe Gabrielli)‏ هو مهندس فضاء جوي ومهندس إيطالي، ولد في 26 فبراير 1903 في قلعة النساء في إيطاليا، وتوفي في 29 نوفمبر 1987 في تورينو في إيطاليا.